# ライアン・ヒガ

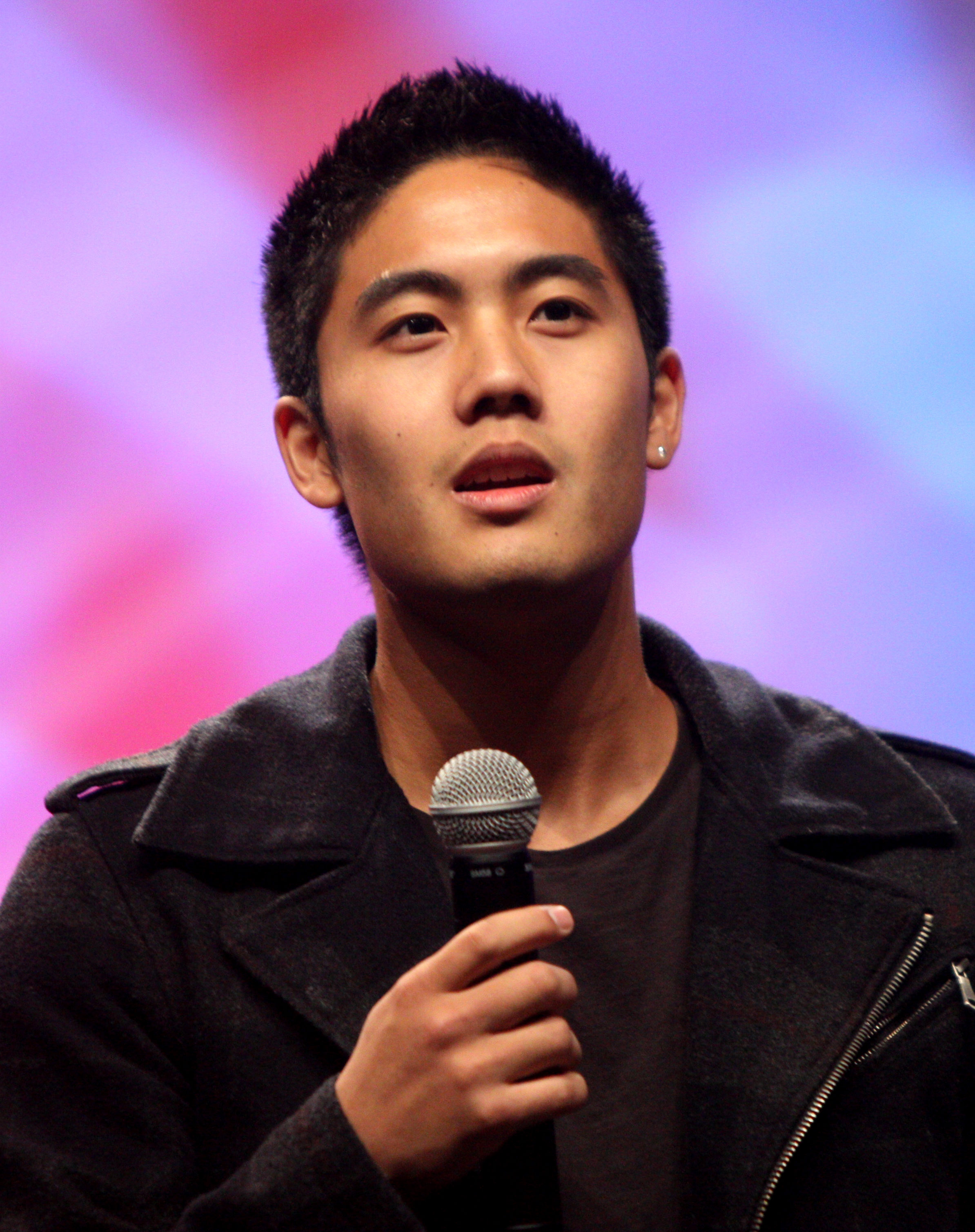
VidCon（カリフォルニア州アナハイム）でのライアン・ヒガ（2012年6月）

ライアン・比嘉（ライアン・ヒガ、英名:Ryan Higa、1990年6月6日 - ）は、ハワイ島ヒロ出身の日系アメリカ人、YouTuber、俳優。高校の同級生のショーン・フジヨシや数人の友人と共にYouTubeチャンネルnigahigaを2006年7月20日に開始、オリジナルビデオの投稿を開始した。
当初は口パクのパロディビデオが中心で、その後のhow-toシリーズで世界的な人気を博するようになる。
『How to be Ninja』、『How to be Gangster』、『How to be Emo』、『How to be Nerd』の4本のビデオは、特に再生回数が多かったが、いずれも使用している音楽の著作権に関する違反により削除された。
2008年、映画『Ryan and Sean's Not So Excellent Adventure』がハワイとカリフォルニア限定で上映された。
2009年、YouTubeにおける彼らのビデオの合計再生回数は5億回を超え、さらにチャンネル登録者数が135万人に達して総合1位となる(複数チャンネルを合計するとシェーン・ドーソンが1位)。
2011年、レイ・ウィリアム・ジョンソンに抜かれ総合2位となるが、それまで最多だったFredにはアンチが多かったこともあり、2人に対する祝福コメントやビデオが多く投稿された。動画投稿数は、レイ・ウィリアム・ジョンソンと比較すると少ないが、これは自主的に削除したり削除されたりした結果である。
ライアンがラスベガスの大学に進学してからは、ショーンや他の友人、元ガールフレンドのタリン・ナゴの出演もなくなった。
ライアンが4役をこなす『Skitzo』シリーズやゲストを迎えてTalk Show形式の『Off The Pill』、コメント欄からのリクエストに応える『Dear Ryan』シリーズ等は変わらず再生回数を伸ばし、2018年12月現在、チャンネル登録者数は2100万人を突破している。